# Cantagallo (Hiszpania)
Cantagallo – gmina w Hiszpanii, w prowincji Salamanka, w Kastylii i León, o powierzchni 7,51 km². W 2011 roku gmina liczyła 283 mieszkańców.